# Пауль Конрат
Пауль Конрат (нім. Paul Conrath; нар. 22 листопада 1896, Рудов, Берлін — пом. 15 січня 1979, Гамбург) — німецький воєначальник, генерал парашутних військ повітрянодесантних військ Третього Рейху в роки Другої світової війни 1939–1945, кавалер Лицарського хреста з Дубовим листям.

## Біографія
Після початку Першої світової війни 10 серпня 1914 року призваний на службу в 4-й гвардійський польовий артилерійський полк. У 1914 році переведений в 44-й резервний артилерійський полк, в 1916 році — в 66-й (баденський) артилерійський полк.
20 січня 1919 року демобілізований. 11 січня 1920 року поступив на службу в поліцію, командував різними поліцейськими частинами, очолював поліцію безпеки в Берліні. З 1930 року — інструктор поліцейського училища в Шпандау, з 15 травня 1933 року — ад'ютант інспекції поліції Центральної Німеччини. 15 червня 1934 року призначений особистим ад'ютантом з поліції при прем'єр-міністрі Пруссії. 1 квітня 1935 року офіційно зарахований в люфтваффе з призначенням особистим ад'ютантом головнокомандувача. З 1 жовтня 1936 року — командир зенітної батареї, з 1 жовтня 1937 року — 3-го легкого зенітного дивізіону полку «Генерал Герінг».
1 січня 1938 року призначений шеф-ад'ютантом Германа Герінга, користувався його прихильністю і заступництвом, тому 1 червня 1940 року очолив елітну частину люфтваффе — полк «Генерал Герінг» (з 1 березня 1942 року — посилений полк «Герман Герінг»). Учасник Французької і Балканської кампаній. Під командуванням Конрата полк спочатку розгорнули в бригаду (21 липня 1942), потім — в дивізію (17 жовтня 1942), в моторизовану дивізію (21 травня 1943), в танкову парашутну дивізію (15 липня 1943). Відзначився під час військових дій в Сицилії та Італії. 15 квітня 1944 року призначений командувачем навчальними та запасними частинами 1-ї парашутної армії та інспектором парашутних військ. 8 травня 1945 року взятий в американський полон. Звільнений в 1947 році.

## Нагороди
- Залізний хрест 2-го і 1-го класу
- Почесний хрест ветерана війни з мечами
- Медаль «За вислугу років у Вермахті» 4-го, 3-го, 2-го і 1-го класу (25 років)
- Медаль «У пам'ять 1 жовтня 1938» із застібкою «Празький град»
- Застібка до Залізного хреста 2-го і 1-го класу
- Лицарський хрест Залізного хреста з дубовим листям
  - Лицарський хрест (№ 308; 4 вересня 1941)
  - Дубове листя (№ 276; 22 серпня 1943)
- Нарукавна стрічка «Африка»
- Відзначений у Вермахтберіхт (18 серпня 1943)
- Німецький хрест в золоті (18 травня 1944)

Військова кар'єра
- 10 серпня 1914 — волонтер
- 1 березня 1917 — лейтенант

- 11 січня 1920 — лейтенант поліції
- 1 квітня 1924 — оберлейтенант поліції
- 1 квітня 1928 — гауптман поліції
- 1 грудня 1934 — майор поліції

- 1 квітня 1935 — майор
- 1 грудня 1938 — оберстлейтенант
- 1 березня 1940 — оберст
- 16 червня 1942 — генерал-майор
- 1 вересня 1943 — генерал-лейтенант
- 1 січня 1945 — генерал парашутних військ